# Wedge Tomb von Cartronaglogh

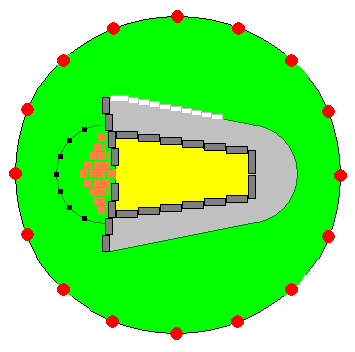
Prinzipskizze Wedge Tomb am Beispiel von Island

Das unparallele Wedge Tomb von Cartronaglogh befindet sich im Wald an einem Südosthang des Kilronan Mountain nördlich von Keadue, östlich des Lough Meelagh im Townland Cartronaglogh (irisch Cartún na gCloch) im Norden des County Roscommon in Irland. Wedge Tombs (deutsch „Keilgräber“), früher auch wedge-shaped gallery graves genannt, sind zwischen 4000 und 2500 v. Chr. in der Jungsteinzeit errichtete doppelwandige, ganglose, mehrheitlich ungegliederte Megalithanlagen der späten Jungsteinzeit und der frühen Bronzezeit.
Das Nordost-Südwest orientierte Wedge Tomb ist als Basisstruktur einer keilförmigen Kammer mit Vorkammer erhalten. Die Kammer aus 10 Orthostaten von 0,6 bis 0,3 m Resthöhe und einem 0,75 m hohen, 1,7 m breiten und 0,35 m dicken Endstein ist 4,8 m lang, am Westende 1,95 m und im Osten 1,8 m breit. Die Vorkammer am Westende misst 2,0 × 1,35 m und ist von der Kammer mittels eines 0,3 m hohen Schwellensteins von 0,7 m Breite und 0,25 m dicke getrennt, der die Öffnung nur partiell sperrt. Es gibt keine Decksteine, keinen Hügelrest und keinen Rest der Doppelwand.